# Xurubovka
Xurubovka (en rus: Шурубовка) és un poble de l'óblast de Briansk, a Rússia, segons el cens del 2010 tenia 33 habitants. Pertany al districte de Zlinka.